# Green Lantern (filme)
Green Lantern (bra: Lanterna Verde; prt: Green Lantern - Lanterna Verde) é um filme norte-americano de 2011, baseado no personagem da DC Comics de mesmo nome. O filme é estrelado por Ryan Reynolds, Blake Lively, Peter Sarsgaard, Mark Strong, Angela Bassett e Tim Robbins nos papéis principais, Martin Campbell como diretor e um roteiro de Greg Berlanti e dos escritores de quadrinhos Michael Green e Marc Guggenheim, o mesmo foi posteriormente reescrito por Michael Goldenberg. Lanterna Verde conta a história de Hal Jordan, piloto de testes que é escolhido para ser o primeiro membro humano da Tropa dos Lanternas Verdes, ganhando um anel que lhe garante superpoderes depois que um novo inimigo chamado Parallax ameaça destruir o equilíbrio de poder no Universo.
O filme primeiramente entrou em desenvolvimento em 1997, pelo diretor e escritor Kevin Smith. O roteiro sofreu várias mudanças, até que Greg Berlanti foi contratado para escrever e dirigir em outubro de 2007. Martin Campbell entrou na equipe em fevereiro de 2009, depois que Berlanti foi forçado a deixar o cargo de diretor. A maioria dos atores live-action foram escolhidos entre julho de 2009 e fevereiro de 2010 e as filmagens começaram em março de 2010, durando até agosto de 2010, na Louisiana. O filme foi convertido para 3D no processo de pós-produção.
Lanterna Verde foi lançado em 17 de junho de 2011, nos EUA e em 19 de agosto no Brasil. O filme foi um fracasso de crítica e público. E a DC Comics já falou que o filme não faz parte do Universo Estendido da DC.

## Enredo
Milhões de anos antes da formação da Terra, um grupo de seres chamados de Os Guardiões do Universo usaram a essência verde da força de vontade para criar uma força policial intergaláctica chamada de Tropa dos Lanternas Verdes. Eles dividiram o Universo em 3600 setores, com um Lanterna Verde por setor. O mais poderoso dentre os Lanternas Verdes, Abin Sur (Temuera Morrison), do setor 2814, foi o único capaz de derrotar o medo-essência presente em Parallax (dublado por Clancy Brown) e aprisioná-lo no Setor Perdido, no planeta em ruínas Ryut. No entanto, nos dias de hoje, Parallax escapa de sua prisão. Seis meses mais tarde, depois de matar quatro Lanternas Verdes e de destruir dois planetas, Parallax ataca o setor 2814 e fere mortalmente Abin Sur, que escapa e foge para a Terra. O moribundo Abin Sur comanda o seu anel para encontrar um sucessor digno a governar o seu setor naquele planeta.
O piloto de teste da Ferris Aircraft Hal Jordan (Ryan Reynolds) é escolhido pelo anel e transportado para o local do acidente, onde Abin Sur nomeia-lhe um Lanterna Verde, dizendo-lhe para pegar a lanterna e fazer o juramento. Em casa, ele diz o juramento dos Lanternas Verdes, entrando em transe pelo brilho da lanterna. Depois que ele é atacado, deixando um bar, ele produz um punho enorme de energia verde, fazendo Jordan ser transportado para Oa, o planeta sede dos Lanternas Verdes, onde conhece e treina com Tomar-Re (dublado por Geoffrey Rush) e Kilowog (dublado por Michael Clarke Duncan). Ele conhece também o líder da tropa Sinestro (Mark Strong), que não tem o prazer de constatar que um ser humano, que é primitivo em comparação com outras espécies, tornou-se um Lanterna Verde. Com Sinestro vêndo-o com repulsa e desagrado, Jordan sai e retorna para a Terra, mantendo o anel de poder e a lanterna.
Enquanto isso, depois de ter sido convocado por seu pai, o Senador Robert Hammond (Tim Robbins), para uma instalação secreta do governo, o cientista Hector Hammond (Peter Sarsgaard) realiza uma autópsia no corpo de Abin Sur. Um pedaço de Parallax dentro do cadáver de Abin Sur insere-se dentro de Hammond, transformando o DNA do cientista e dando-lhe telepatia e poderes telecinéticos, ao custo de sua sanidade. Depois de descobrir que ele apenas foi escolhido devido à influência de seu pai, o ressentido Hammond tenta matar seu pai por telecinese após sabotar seu helicóptero em uma festa. No entanto, Jordan usa seu anel para salvar o senador e os convidados, incluindo sua namorada de infância, gerente da Ferris Aircraft e sua colega, a também piloto de teste Carol Ferris (Blake Lively), que mais tarde reconhece Jordan sob o disfarce e a máscara. Pouco depois, Jordan encontra Hammond, que consegue na sua segunda tentativa matar seu pai ao queima-lo vivo. Jordan e Hammond percebem que Parallax está a caminho para a Terra.
No planeta Oa, os Guardiões dizem a Sinestro que Parallax já foi um dos deles, até que ele desejou controlar a essência amarela de medo, se tornando assim a personificação do próprio medo. Acreditando que o único meio de combater o medo é do medo em si, Sinestro pede para os Guardiões que ele forje um anel do mesmo poder amarelo, preparando-se para aceitar a destruição da Terra para Parallax a fim de proteger Oa. No entanto, Jordan aparece e diz para Sinestro não usar o anel amarelo e pede para que a Tropa ajude-o a proteger seu planeta de uma invasão iminente de Parallax. Eles negam seu pedido, mas permitem que Jordan volte e proteja seu planeta natal.
Ao retornar à Terra, Jordan salva Ferris depois que esta foi seqüestrada pela essência de Parallax presente em Hammond. Parallax então chega à Terra, consumido toda a força vital de Hector e falhando em matar Jordan, e depois causando vários estragos a cidade de Coast. Jordan consegue expulsar Parallax da Terra e o leva em direção ao sol, usando a gravidade do sol para atrair e desintegrar a entidade. Ele perde a consciência após a batalha, mas é salvo por Sinestro, Kilowog e Tomar-Re. Mais tarde, toda a Tropa dos Lanternas Verdes felicita-o por sua bravura. Sinestro diz a Jordan que ele agora tem a missão de proteger esse setor como um Lanterna Verde. Algum tempo depois, quando ele está sozinho, Sinestro, ainda em posse do anel amarelo, coloca-o em seu dedo, fazendo com que seu uniforme verde vire amarelo, juntamente com seus olhos.

## Elenco

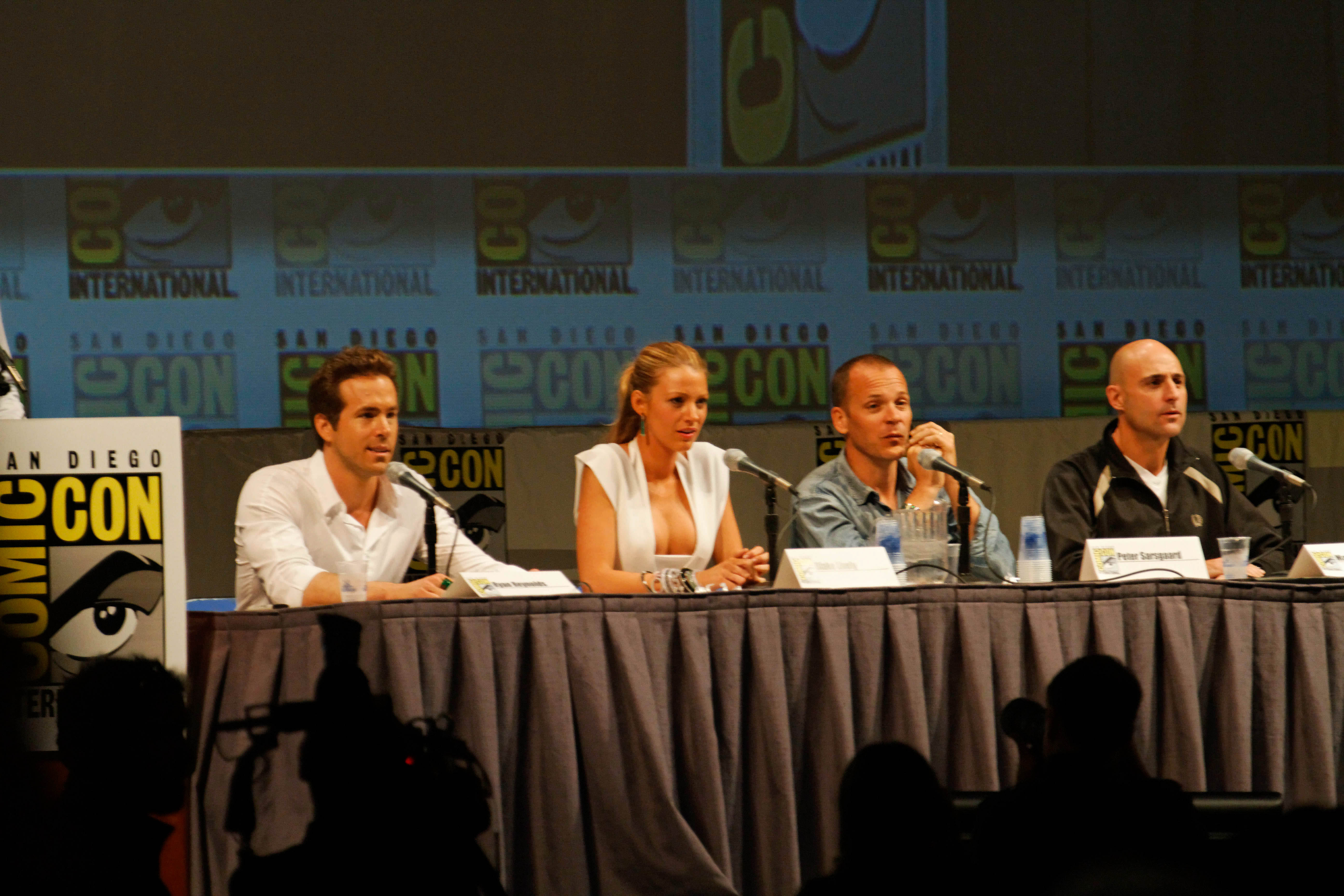
Elenco na Comic-Con de 2010, durante promoção do filme. Da direita para a esquerda: Ryan Reynolds, Blake Lively, Peter Sarsgaard e Mark Strong.

- Ryan Reynolds como Hal Jordan/Lanterna Verde: Um piloto de teste da Ferris Aircraft que se torna um Lanterna Verde e o primeiro humano a fazer parte da Tropa dos Lanternas Verdes. Reynolds disse: "Eu sei sobre o 'Lanterna Verde' toda a minha vida, mas nunca realmente o acompanhei antes. Apaixonei-me pelo personagem quando me encontrei com Martin Campbell".[4] Reynolds chamou o filme de "uma história original até certo ponto, mas não é uma história totalmente criada para o filme que começa no terceiro ato. O filme começa quando é iniciado. Descobrimos que Hal é o "cara" bastante cedo, e a aventura começa."[5] Chris Pine[6] e Sam Worthington[7] demonstraram interesse pelo papel. Bradley Cooper, Jared Leto e Justin Timberlake foram outros fortes candidatos,[8] enquanto Brian Austin Green , um fã de Lanterna Verde, fez campanha para o papel, mas no final não fez o teste.[9] Dublado por Philippe Maia.
- Blake Lively como Carol Ferris: A vice-presidente da Ferris Aircraft e interesse amoroso de longa data de Hal Jordan. Um escritor que usava um pseudônimo citando fontes não identificadas, disse que Lively foi uma das cinco principais candidatas, que incluiu Eva Green, Keri Russell, Diane Kruger e Jennifer Garner.[10] Sobre seu trabalho de dublê em que ela ensaiou com o coordenador de dublês Gary Powell, acrobatas de ginástica do Cirque du Soleil e usado plataformas aéreas stunt criado para The Matrix, Lively explicou: "Nosso diretor gosta de realidade - das lutas próximas e sujas... Você faz isso por dez minutos e você deve ver o seu corpo dia seguinte! É tão emocionante, tão emocionante e nauseante".[11] Dublada por Evie Saide.
- Peter Sarsgaard como o Dr. Hector Hammond: Um cientista que é exposto à energia amarela emanada da entidade do medo, Parallax, que faz com que o seu cérebro cresça até atingir um tamanho enorme, ganhando poderes psíquicos. A respeito de sua preparação para o papel, Sarsgaard declarou: "Eu fui escalado para este biólogo da Tulane pois acho que fui o cara mais excêntrico que puderam encontrar." Sobre seu personagem Sarsgaard comentou: "Ele tem tons de cinza. É excentricidade em cima de excentricidade."[12] Dublado por Alexandre Moreno.
- Mark Strong como Thaal Sinestro: Um Lanterna Verde e mentor de Hal Jordan. Strong afirmou que o filme vai seguir a história original do personagem: "...o filme segue de perto os quadrinhos. Sinestro começa como mentor de Hal Jordan, um pouco desconfiado por não ter certeza da capacidade dele pois Hal é o primeiro ser humano a conseguir o posto de Lanterna Verde. Ele é muito rigoroso e não sabe ao certo sobre a sabedoria de Hal para que se torne um Lanterna Verde". Strong disse que o personagem "é um cara militar, mas não é mau de imediato. É o tipo de pessoa que se deixa ficar ruim ao longo da história nos quadrinhos, mas inicialmente é uma figura bastante heróica." Ele também revelou que o equipamento e outros aspectos ficaram próximos dos primeiros dias do personagem: "eu gostaria de fazer justiça ao que Sinestro representa para os quadrinhos ".[13] Dublado por Márcio Simões.
- Angela Bassett como Drª Amanda Waller: Uma ex-assessora parlamentar e agente do governo. Dublada por Márcia Morelli.
- Tim Robbins como Senador Robert Hammond: Pai biológico do vilão do filme, Hector Hammond. Dublado por Marco Antônio Costa.
- Temuera Morrison como Abin Sur: O mais poderoso dos Lanternas Verdes que vai parar acidentalmente na Terra e recruta Hal Jordan como seu substituto. Morrison disse que demorou 4 horas e 56 minutos para fazer a maquiagem completa do personagem. Sobre as filmagens, com Ryan Reynolds, Morrison comentou: "Nós fizemos toda a cena juntos onde eu lhe dei o anel, os nossos trajes são CGI de modo que tivemos que usar macacões cinzas com coisas em cima por isso foi legal e trabalhar com Martin Campbell novamente foi uma grande honra".[14] Dublado por Ricardo Schnetzer.
- Taika Waititi como Thomas Kalmaku: Um uníte e engenheiro da Ferris Aircraft. Waititi disse que ele foi escolhido depois que um agente da Warner Bros. viu seu desempenho em Boy, que também escreveu e dirigiu. Waititi - que tem uma mãe judaíca e um pai Maori[15] - dise que a produção ""queria no elenco alguém que fosse , eu não [sei], não-branco e não-negro."[16] Dublado por Clécio Souto.
- Geoffrey Rush como Tomar-Re (voz): Um membro da Tropa dos Lanternas Verdes que têm bico de ave, que ensina Hal Jordan a utilizar seus poderes cósmicos depois que ele chega em Oa. Rush declarou que não era inicialmente familiarizado com o Lanterna Verde, mas foi atraído para a produção depois de ver o conceito de arte explicado: "Quanto ao que eu tinha a oferecer ao personagem eu disse: 'Já não fizeram esse filme?" Eles responderam, 'Não, é um personagem completamente gerado por computador." Quando eu vi o desenho eu disse, eu adoraria ser esse cara porque já tinha feito a voz de uma coruja em Legend of the Guardians: The Owls of Ga'Hoole e um pelicano em Finding Nemo, portanto, achei que poderia evoluir ao ser agora meio-pássaro, meio-peixe, meio-lagarto. Você não consegue fazer isso em um filme live-action". Dublado por Jorge Lucas.
- Michael Clarke Duncan como Kilowog (voz): Um sargento-instrutor dos novos recrutas da Tropa dos Lanternas Verdes. Sobre o personagem, Duncan, um fã dos quadrinhos, declarou: "Ele é um tipo real de cara durão que sabe tudo, e realmente em um dos quadrinhos quando o Superman e ele lutaram e terminou em empate."[17] Dublado por Mauro Ramos.
- Clancy Brown como Parallax (voz): Um ex-Guardião do Universo que foi preso por Abin Sur depois de ser exposto à energia amarela de medo. Dublado por Luiz Carlos Persy.

Outros atores são Jon Tenney que interpreta Martin Jordan, o pai de Hal Jordan. Jay O. Sanders que interpreta Carl Ferris, um projetista de aviões e pai de Carol Ferris e Mike Doyle, escalado como Jack Jordan, irmão mais velho Hal Jordan.

## Produção

### Desenvolvimento
No início de 1997, a Warner Bros. escalou o escritor de quadrinhos Kevin Smith, que tinha até então acabado de escrever Superman Lives, para escrever um roteiro de Lanterna Verde. Smith recusou a oferta, acreditando que havia outros candidatos adequados para fazer o filme Lanterna Verde. A Warner Bros. finalmente mudou o gênero do filme para uma comédia; em 2004, Robert Smigel tinha completado um roteiro que foi criado para que o ator Jack Black ficasse com o papel principal. No entanto, o estúdio desistiu da ideia de uma comédia devido a reação dos fãs a partir de fóruns e sites na Internet. Em outubro de 2007, Greg Berlanti assinou contrato para dirigir o filme e co-escrever com escritores de quadrinhos Michael Green e Marc Guggenheim. Um esboço do roteiro do trio vazou na Internet, revelando uma história que incluía origem do herói Hal Jordan e incluía os personagens Carol Ferris, Kilowog, Sinestro, e Guy Gardner em participações no longa. Pouco depois, Guggenheim disse que o script deve conter caracterizações inspiradas nos quadrinhos da década de 1970 de Denny O'Neil e Neal Adams, e nos da década de 1980 de Dave Gibbons. Ele acrescentou que ele e seus co-autores também analisaram as histórias da década de 2000 de Geoff Johns dizendo: "Tem sido interessante, porque nós terminamos um projeto pouco antes dele terminar a Green Lantern: Secret Origin. "Então eu li esse trabalho do Geoff com um intuito de ver 'como é que Geoff resolveu este problema?. Existem certos elementos apenas para qualquer um que tenta recontar origem de Hal para um público moderno tem de enfrentar e lidar com eles. Por exemplo, por que diabos o Abin voou em uma nave espacial tendo os poderes fornecidos pelo anel? Na Era de Prata você não tinha que responder essa pergunta, mas nos tempos modernos sim."

### Pré-produção
Até dezembro de 2008, os escritores tinham escrito três rascunhos do roteiro e a Warner Bros. estava se preparando para a pré-produção. No entanto, Berlanti foi forçado a abandonar a posição de diretor, quando a Warner Bros. anexou ele em This Is Where I Leave You, e em fevereiro de 2009, Martin Campbell entrou em negociações para dirigir. A data de lançamento foi definida para ser em dezembro de 2010, antes de ser transferido para 17 de junho de 2011.
Bradley Cooper, Ryan Reynolds, Justin Timberlake e Jared Leto foram as escolhas dos produtores para o papel principal em julho de 2009. Em 10 de julho, a Warner Bros. anunciou que Reynolds havia sido escolhido como Hal Jordan/Lanterna Verde. Um site informou em 07 de janeiro de 2010, que um membro da tripulação havia escrito em seu blog que o filme havia ganho sinal verde no dia anterior e que as filmagens começariam em 10 semanas. Também em janeiro, Blake Lively foi escalada como Carol Ferris, Peter Sarsgaard estava em negociações para interpretar Hector Hammond, e Mark Strong estava em negociações para interpretar Sinestro. Em fevereiro, Tim Robbins se juntou ao elenco como o senador Hammond. No mês seguinte, os neozelandeses Temuera Morrison e Taika Waititi se juntaram ao elenco como Abin Sur e Kalmaku Tom, respectivamente.

### Filmagens

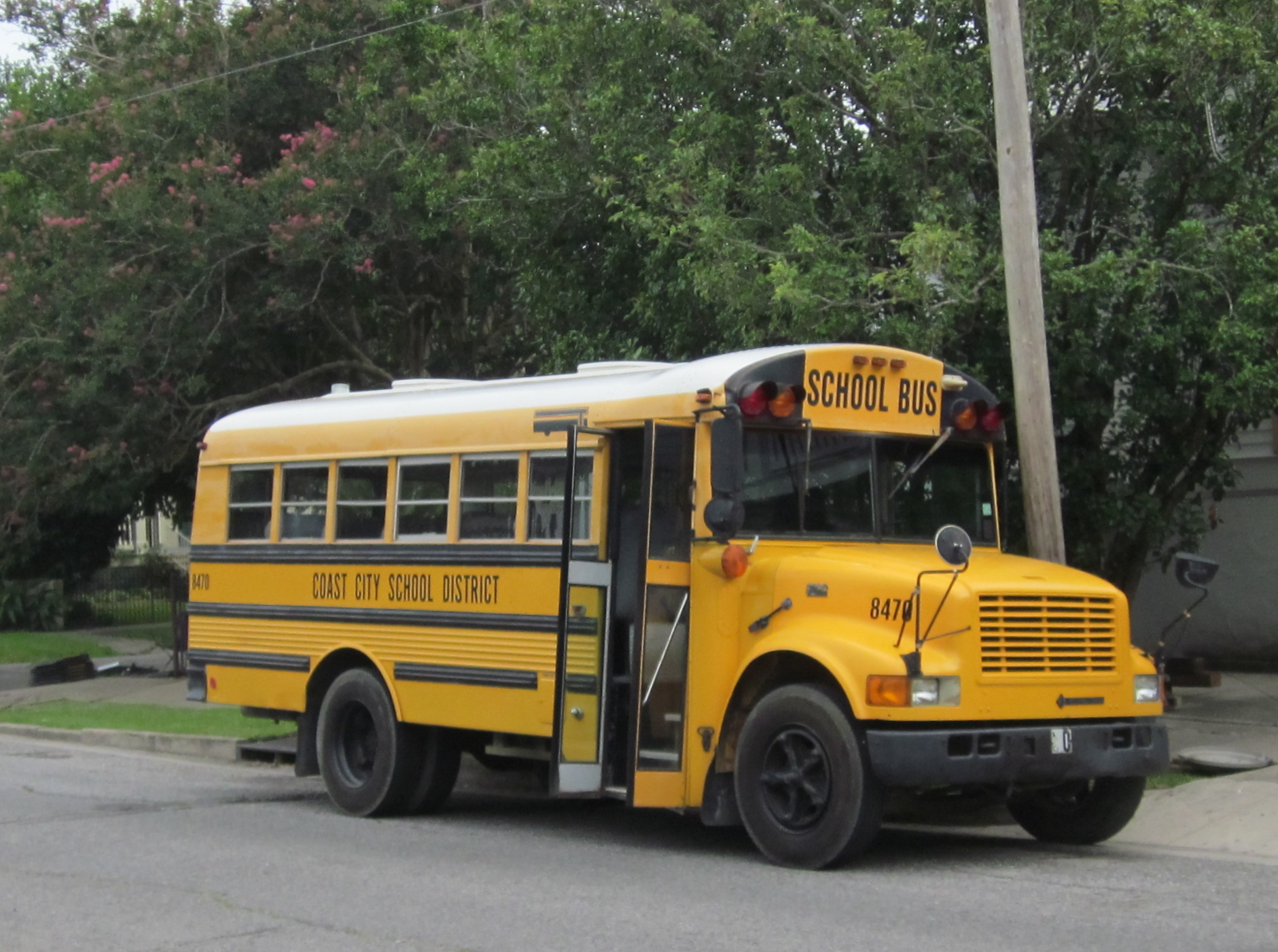
Ônibus escolar usado nas filmagens

Com um orçamento de produção de US$ 200 milhões, Lanterna Verde foi inicialmente programado para começar a ser filmado em novembro de 2009 na Fox Studios Australia. A data de início foi adiado para janeiro de 2010, mas a produção se mudou para Louisiana, onde, em 03 de março de 2010, imagens de teste foram tiradas em Madisonville envolvendo carros dublês. A fotografia principal começou em 15 de março de 2010, em Nova Orleans. Nove dias depois do início das filmagens, Angela Bassett se juntou ao elenco como a Dra. Amanda Waller, uma agente do governo a serviço do senador Hammond.

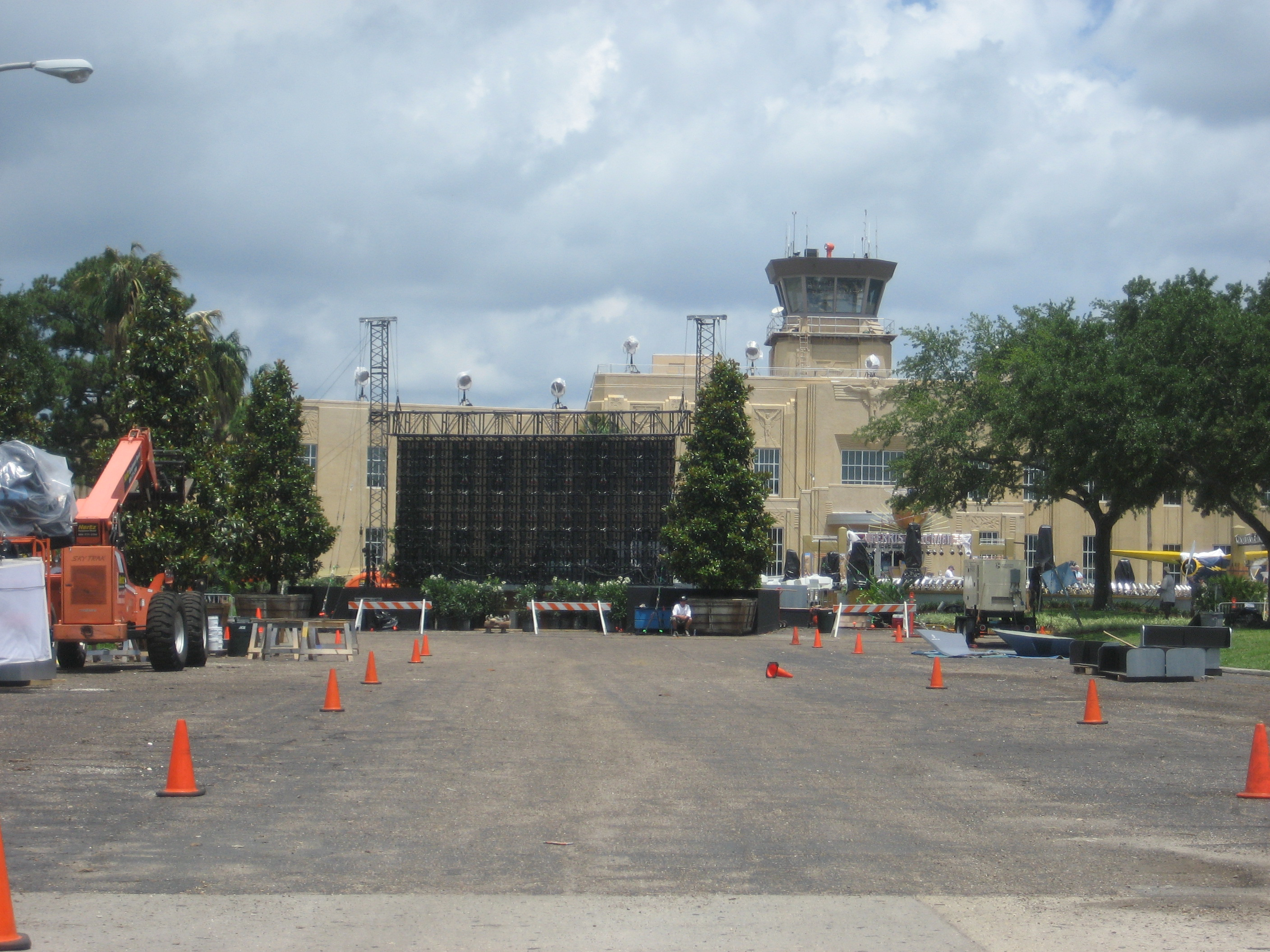
Aeroporto Lakefront

Em abril, as filmagens aconteceram na Universidade de Nova Orleans. A equipe de filmagem e elenco gravaram cenas no interior da Universidade  durante o dia no prédio da Ciência. Também em abril, Jon Tenney revelou que ele vai fazer o pai de Hal Jordan, piloto de testes Martin H. Jordan. Em junho de 2010, a equipe começou a filmar no Aeroporto Lakefront de Nova Orleans. No mesmo mês, foi comunicado que Mike Doyle foi escalado para o papel de Jack Jordan, o irmão mais velho de Hal Jordan.

### Pós produção
Geoff Johns confirmou em seu o Twitter que a produção havia terminado a fotografia principal em 6 de agosto de 2010 e entrou em processo de pós-produção. Em entrevista à MTV News, o diretor Martin Campbell, quando perguntado sobre efeitos pesados do filme em escala épica comentou: "É assustador, apenas o processo, (há) algo como 1.300 tiros visual, é alucinante, sinceramente." Quando perguntado sobre as construções criadas a partir do anéis de poder Campbell afirmou: "Uma das coisas boas é que nós vamos todos se sentar e dizer: 'Bem, o que vamos fazer aqui?' Realmente, é tanto quanto sua imaginação pode ir para fazer as construções". O estúdio também confirmou à MTV News que o filme terá um lançamento em 3D.
Em janeiro de 2011, foi relatado que Lanterna Verde tinha começado uma refilmagem para cenas chave na Warner Bros Studios em Los Angeles, Califórnia. Em março de 2011, foi relatado que Geoffrey Rush foi escolhido para fazer a voz de Tomar-Re.
Em abril de 2011, Michael Clarke Duncan entrou negociações para voz de Kilowog. Também em abril foi noticiado que a Warner Bros. elevou o orçamento de efeitos visuais em US$ 9 milhões e contratou estúdios de efeitos especiais adicionais para reforçar as fileiras da equipe que tem trabalhado horas extras para atender o lançamento do filme em 17 junho.

## Trilha sonora
A trilha sonora foi lançado nas lojas em 14 de junho de 2011. A trilha sonora foi composta por James Newton Howard, que também trabalhou na Warner Bros. em outros trabalhos da DC Comics como Batman Begins e Batman: O Cavaleiro das Trevas, juntamente com Hans Zimmer. A trilha sonora foi lançada pela WaterTower Music.
Todas as músicas foram compostas por James Newton Howard.
| N.º            | Título                                     | Duração |  |
| 1.             | "Prologue/Parallax Unbound""               | 3:09    |  |
| 2.             | "Abin Sur Attacked""                       | 1:08    |  |
| 3.             | "Carol Scolds Hal"                         | 1:21    |  |
| 4.             | "Drone Dogfight"                           | 3:15    |  |
| 5.             | "Did Adam Put You Up to This?"             | 2:25    |  |
| 6.             | "The Ring Chose Hal"                       | 2:34    |  |
| 7.             | "Genesis of Good and Evil"                 | 2:35    |  |
| 8.             | "The Induction Process"                    | 3:05    |  |
| 9.             | "Welcome to Oa"                            | 1:42    |  |
| 10.            | "We're Going to Fly Now"                   | 1:53    |  |
| 11.            | "You Reek of Fear"                         | 2:13    |  |
| 12.            | "The Origin of Parallax"                   | 3:25    |  |
| 13.            | "Run"                                      | 5:30    |  |
| 14.            | "You Have to Be Chosen"                    | 7:29    |  |
| 15.            | "Hector's Analysis"                        | 1:06    |  |
| 16.            | "Hal Battles Parallax"                     | 7:19    |  |
| 17.            | "The Corps"                                | 2:19    |  |
| 18.            | "Green Lantern Oath" (feat. Ryan Reynolds) | 0:19    |  |
| Duração total: | Duração total:                             | 52:47   |  |

## Lançamento
A estreia mundial de Lanterna Verde ocorreu em 15 de junho de 2011, no Grauman's Chinese Theatre, em Hollywood, Califórnia. A estreia no Brasil ocorreu em 19 de agosto de 2011.

### Home media
A Warner Bros. lançou o filme em DVD e em Blu-ray, na região 1, em 14 de outubro de 2011.

### Divulgação
A promoção do filme juntamente com o custo de produção, aumenta o orçamento para US$ 300 milhões. A primeira promoção do filme ocorreu na San Diego Comic-Con, em 2010. As filmagens foram disponibilizadas online em novembro de 2010, com trinta segundos das filmagens foram apresentadas no dia seguinte no Entertainment Tonight. O primeiro trailer completo foi apresentado durante a estreia de Harry Potter e as Relíquias da Morte - Parte 2, e tornou-se disponível online em novembro de 2010. Este trailer inicial foi recebida com uma má recepção dos fãs e, como resultado, a campanha de marketing do filme foi adiada. Sue Kroll, presidente do estúdio de marketing mundial declarou: "Parte da razão da resposta ao primeiro trailer foi morna era que as sequências de grande escala não estavam prontos para serem exibidas, e sofremos por isso. Não podemos nos dar ao luxo de fazer isso de novo." Em abril de 2011, a Warner Bros. exibiu  nove minutos de filmagem na Wonder Con, em São Francisco. A revista The Hollywood Reporter declarou que a plateia ficou impressionada com o filme.

#### Animação
Em março de 2010, a Comics Continuum relatou que um filme de animação sobre Lanterna Verde estaria em desenvolvimento na Warner Bros. Animation. O filme será lançado diretamente em vídeo e irá coincidir com a estreia de Lanterna Verde no verão de 2011. O projeto de animação sobre Lanterna Verde provavelmente irá se focar na origem da Tropa dos Lanternas Verdes, incluindo os membros do primeiro time. Em uma entrevista a Bruce Timm, o produtor revelou que uma seqüencia do filme Lanterna Verde animado havia sido discutido mas foi cancelado por causa da imagem não alcançar o sucesso imediato que eles esperavam. No entanto, Timm disse que espera que o filme live-action poderia renovar o interesse para uma seqüencia. O filme de animação intitulado Green Lantern: Emerald Knights foi lançado em junho de 2011.

#### Montanha-russa
A Six Flags comprou os direitos e estreou duas montanhas-russas chamadas de Green Lantern no Six Flags Great Adventure e Six Flags Magic Mountain em 2011, para coincidir com o lançamento do filme.

#### Jogo eletrônico
A Warner Bros. Interactive Entertainment produziu um game, chamdado Green Lantern: Rise of the Manhunters, para Xbox 360 e para PlayStation 3 pela Double Helix Games, e para Nintendo Wii, Nintendo DS e Nintendo 3DS pela Griptonite Games.

## Recepção

### Bilheteria
Lanterna Verde estreou na América do Norte em 17 de junho de 2011, arrecadando US$ 3,4 milhões na sessão da meia noite. O filme faturou 21,6 milhões dólares seu dia de estreia, mas caiu 22% no sábado, arrecadando 53,1 milhões dólares em seu primeiro final de semana, ganhando o 1 º lugar. Em seu segundo fim de semana, Lanterna Verde registrou uma queda de 66,1%, que foi o maior declínio de segundo fim de semana para um filme de super-heróis em 2011. Em 19 de setembro de 2011, o filme havia arrecadado US$116.551.122 nos EUA e no Canadá, bem como US$103.250.000 internacionalmente, com um total mundial de US$219.801.122.
Embora o filme tenha arrecadado mais do que o seu orçamento (que foi estimado em US$ 200 milhões), vários críticos afirmaram que "Lanterna Verde não realizou as expectativas" em comparação a outros filmes também lançados no verão de 2011. A revista The Hollywood Reporter afirmou que o filme tinha que ter conseguido pelo menos US$ 500 milhões para ser considerado um sucesso financeiro, mas está previsto para arrecadar apenas US$ 260 milhões pelo mundo até sair de cartaz. Alguns comentaristas disseram que isto pode significar que o interesse do público em em geral por filmes de super-heróis diminuiu.

### Críticas
Lanterna Verde geralmente não foi bem visto pela crítica. O filme têm taxa de aprovação de 27%, nota publicada no site da Rotten Tomatoes, com base em 212 comentários com uma classificação média de 4.6/10, afirmando que "o filme é mal escrito, afirmando que desvaloriza um orçamento de US$ 200 milhões e toda a mitologia apresentada nos quadrinhos. O filme ganhou o prêmio de "Filme Mais Esperado" no Scream Awards de Los Angeles em 2010. O prêmio foi entregue a Ryan Reynolds por sua co-estrela Blake Lively. Além disso, o filme recebeu três indicações ao Teen Choice Award Nominations. Ele também recebeu uma indicação ao Scream Award.

## Sequência cancelada
O diretor Martin Campbell confirmou a possibilidade de uma trilogia Lanterna Verde. Em junho de 2010, a Warner Bros. contratou Greg Berlanti, Michael Green e Marc Guggenheim, quem trabalharam no roteiro de Lanterna Verde, para escrever uma seqüencia. Em agosto de 2010, a Warner Bros contratou Michael Goldenberg para escrever o roteiro, baseado na história escrita por Berlanti, Green e Guggenheim. A Warner Bros. anunciou que ficou "decepcionada" com os péssimos resultados dos filmes, mas que espera melhorar a bilheteiria em uma sequência. No entanto, em setembro de 2011, a Associated Press relatou que a Warner Bros., consternado pelas bilheterias decepcionantes, está a abandonar os planos para uma sequência, apesar de indícios fortes no final do filme sobre o ressurgimento das forças amarelas do medo. Apesar que o filme terminou com uma ponta para uma continuação mostrando Sinestro se tornando um Lanterna Amarelo, o filme nunca terá uma continuação devido à má recepção e o fracasso em bilheteria.